# TechnoBase
Technobase.FM (Eigenschreibweise TechnoBase.FM) ist ein deutsches Internetradio und das einschaltquotenstärkste Mitglied der We-are-one-Familie.
Es bedient eine Nische der elektronischen Tanzmusik, die vor allem als Hands up bekannt ist. Der Sender erreicht monatlich etwa 2,8 Millionen Hörer mit einer Einschaltdauer von mehr als fünf Minuten. Die dazugehörige Website wird laut IVW-Angaben monatlich etwa 2 Millionen Mal besucht.
Seit 2015 ist ein deutlicher Rückgang der Zuhörerschaft zu verzeichnen. In den Jahren zuvor hatte Technobase.FM täglich vorwiegend abends bis zu 10.000 Zuhörer, an Wochenenden bis nahezu 13.000 Zuhörer. 2018 hatte der Sender kaum mehr als über 2000 Zuhörer auf dem quotenstärksten Stream „TechnoBase.FM“.
Durch die Corona-Pandemie konnte das Radio inklusive seiner Spartensender 2020 wieder etwas Fuß fassen. Technobase.FM kommt täglich auf mehr als 3000 Zuhörer, mit allen Sendern zusammengefasst sind es etwa 5500. Alle Sender haben eine neue automatische Playlist erhalten. Außerdem wurden am 28. November 2020 eine neue Website sowie eine neue App präsentiert.

## Entstehung
Unter dem Motto „We are one“ (Eigenschreibweise We aRe oNe) wurde das Webradio TechnoBase.FM am 1. Januar 2005 von Stefan „DJ G4bby“ Ulber und Claus „Clausel“ Maas eröffnet, mit dem Ziel, Fans der elektronischen Musik eine gemeinsame Plattform zu bieten. Neben dem Webradio bietet die Website – die von Andreas „Exi“ Kraus programmiert wurde – Nachrichten, Veranstaltungstipps, Release-Previews, Interviews und eine Bildergalerie.
Bis 2008 wurden auf Technobase.FM die verschiedenen Musikstile der elektronischen Tanzmusik gesendet, so auch House, Hardstyle und Trance. Diese Stile wurden innerhalb der ersten Jahreshälfte 2008 in die neu gegründeten Tochterradios Housetime.FM, Hardbase.FM und Trancebase.FM ausgegliedert. Anfang 2009 wurde zudem der Unterstil Hardcore Techno aus Hardbase.FM in den fünften Sender der We-are-one-Community ausgegliedert mit Namen Coretime.FM. Im September 2011 ging der sechste Tochtersender Clubtime.FM online. Am 2. September 2015 ging der siebte Spartensender Teatime.FM auf Sendung. Hier sind die Genres Drum ’n’ Bass, UK Dance, Happy Handcore und Bassmusic beheimatet. Mit dem Relaunch der Homepage wurde am 28. November 2020 der neuste Spartensender, „Replay.FM“, gestartet. Dieser bedient die Genres Eurodance, 90s und 00s. Der gemeinsame Slogan blieb dabei We are one und die Sender wurden seitdem als Sender der We-are-one-Familie bezeichnet.
Alle Sender senden rund um die Uhr und erreichten 2014 gemeinsam bis etwa 20.000 Zuhörer gleichzeitig. Etwa 100 DJs senden ein regelmäßiges Programm. In den Randzeiten übernimmt eine automatische Playlist das Abspielen der DJ-Sets.

## Ursprung des Namens
Dadurch, dass anfangs fast alle Musikstile rund um die elektronische Tanzmusik auf Technobase gespielt wurden, sollte mit dem im Volksmund verbreiteten Begriff Techno als Überbegriff für die Elektronische Tanzmusik eine gemeinsame Basis geschaffen werden. Die Endung .FM wurde in Anlehnung an UKW als Zeichen für das Medium Radio angefügt.

## Übersicht der Sparten-Sender
- TechnoBase: Hands up, Dance-Pop
- HouseTime: House, Electro
- HardBase: Hardstyle, Dubstep
- TranceBase: Tech-, Hard-, Vocal-, Progressive-, Uplifting-, Balearic-Trance,
- CoreTime: Hardcore Techno, Speedcore, Industrial Hardcore, Frenchcore
- ClubTime: Deep-, Tech-, Minimal House, Techno, Melodic Techno
- TeaTime: Happy Hardcore, Drum and Bass, UK Dance
- Replay.FM: Eurodance, 90s, 00s

## Compilationen
Seit Januar 2010 erscheint über ZYX Music regelmäßig die Compilation-Reihe Technobase.FM – We are one. Die CDs sind ähnlich wie das Programm des Senders aufgebaut, bestehen aus Hands-up-Musik und enthalten DJ-Mixe von Künstlern der elektronischen Musikszene sowie von Residenten des Radios. Seit der zehnten Auflage des Samplers erscheint jener auf drei CDs; ebenfalls wurde mit der zehnten Ausgabe der digitale Verkauf begonnen. Mit der fünfzehnten Ausgabe erscheint die Compilation quartalsweise.

## Veranstaltungen
Das Internetradio veranstaltet regelmäßig Events und fungiert als Medienpartner für Events wie dem Easter Rave oder der Pumpkin Germany.

## Technobase in der Außenwirkung
2009 wurden Technobase.FM und Hardbase.FM mit dem Publikumspreis Onlinestar ausgezeichnet. In den Jahren 2007–2015 wurde die Website von Technobase.FM als Website des Jahres im Bereich Unterhaltung bzw. Medien gekürt.